# Anne Birch
Anne Birch (f. Birch Jørgensen 19. maj 1945 i Nørresundby – 9. august 1985 på Frederiksberg) var en dansk skuespillerinde, som blev uddannet på Odense Teater i 1970 og som foretog studierejser til både Polen, Sverige og England. Senere blev hun ansat på Det ny Teater. I tv har man kunnet opleve hende i serien Huset på Christianshavn. Hun har medvirket i enkelte film, bl.a. Per (1975), Gangsterens lærling (1976), Hærværk (1977) og Elise (1985).
Hun er begravet på Frederiksberg ældre kirkegård.